# Вигато (Парма)
Вигато (итал. Vigatto) је насеље у Италији у округу Парма, региону Емилија-Ромања.
Према процени из 2011. у насељу је живело 1313 становника. Насеље се налази на надморској висини од 118 м.